# وقواق كلاس
وقواق كلاس (الاسم العلمي: Chrysococcyx  klaas) (بالإنجليزية: Klaas's  Cuckoo)‏ هو طائر ينتمي إلى وقواق (فصيلة: Cuculidae).